# Province de Vérone
La province de Vérone (en italien : provincia di Verona) est une province italienne située dans la région de Vénétie. Son chef-lieu est Vérone.
Elle confine au nord avec le Trentin-Haut-Adige (province de Trente), à l'est avec la province de Vicence et la province de Padoue, au sud avec la province de Rovigo, au sud et à l'ouest avec la Lombardie (province de Mantoue et province de Brescia).
La superficie de la province est de 3 109 km2.

## Histoire

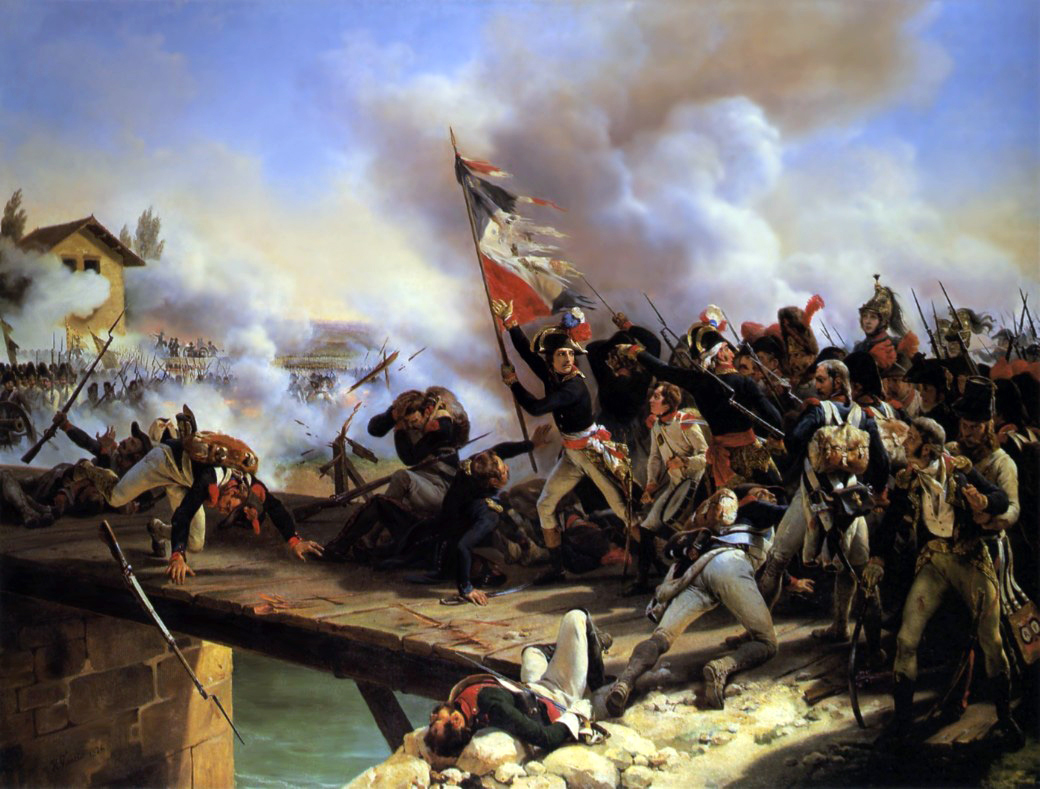
Le passage du pont d'Arcole

L'actuelle province de Vérone était un territoire avec différentes zones touchées par les événements humains et historiques qui ont eu lieu entre le XIe siècle et le XIIIe siècle et par les propriétés de la famille de Ezzelino III da Romano, les propriétés qui ont été détectés et identifiés chartreux et documenté, après leur défaite finale a eu lieu en 1260.
La création de l'institution remonte à 1805 par Napoléon Bonaparte.

## LesPâques véronaises
Elles sont un épisode de la campagne d’Italie, pendant lequel les Italiens se révoltent contre l’armée française de Bonaparte.
En avril 1797, pendant que Napoléon Bonaparte marchait sur Vienne par les défilés de la Carinthie, les nobles et le clergé vénitiens levaient des troupes pour l’empêcher de rentrer en Italie ; et tandis qu’il négociait à Leoben un traité avec l’Autriche, le meurtre des Français commandé par le Sénat, était prêché dans les églises.
Le 27 germinal an V (17 avril 1797) a lieu le massacre des Français à Vérone.

## Nature
Perle naturelle enchâssée dans la région des provinces de Vérone, Vicence et Trente, le parc naturel de la Lessinia (it) renferme des centres et des localités d'un grand intérêt naturaliste, historique et folklorique.
Au cœur du parc, Bosco Chiesanuova est connu pour ses implantations humaines qui remontent au Paléolithique. En continuant un peu vers le nord, dans un cadre de verts pâturages de montagne, on tombe sur Erbezzo ancienne commune de Cimbro, où les us et coutumes sont encore ceux d'autrefois.
Tout le territoire est parsemé de pièces archéologiques remontant au Néolithique et la terre restitue encore aujourd'hui des restes de grands reptiles fossiles. Le pont de Veja est certainement le plus caractéristique parmi tous les phénomènes géologiques de la Lessinia : un pont de roche massif à une arcade, d'une épaisseur d'environ 9 mètres et d'une longueur de 50, sous lequel court un ruisseau.
Les autres beautés naturelles de la région sont le Corno d'Aquilio et le Corno Mozzo ; ici aussi un des abysses karstiques les plus profonds au monde, la Spluga della Preta, destination incontournable pour quiconque s'intéresse à la spéléologie.
Le mont Baldo constitué de roches sédimentaires et volcaniques, perpétue encore d'anciennes traditions (comme le travail de la pierre), en plus des activités de l'alpage, qui conduisent à la production de délicieux produits laitiers : dans cet environnement fascinant est produit le fromage Monte Veronese qui a reçu une reconnaissance pour la désignation du produit d'origine par l'UE.
La plaine du Bas Véronais se distingue par ses magnifiques paysages qui permettent aux amoureux des décors fluviaux de faire de belles promenades le long des chemins dessinés par le fleuve Adige, entre autres. Un lieu de toute beauté, riche en points d'eau et parcouru par de vastes champs d'où on peut apercevoir les contours des nombreuses paroisses romaines et les créneaux des châteaux. Ici naissent des produits naturels et excellents comme le célèbre riz Vialone Nano IGP (en la ville de Isola della Scala, ses fans se réunissent pour une célèbre « Fête du riz »), la chicorée rouge de Vérone IGP mais aussi les pommes de terre, les asperges, les choux, les fraises, les pommes, les poires, les pêches, les melons et les pastèques.
Près du lac, des montagnes et à deux pas de la ville de Vérone, les collines véronaises sont surtout connues pour leurs excellents vins : le Bardolino, le Custoza et le Lugana dans le suggestif territoire de la Région riveraine du lac de Garde, le Valpolicella, l'Amarone della Valpolicella et le Recioto de Valpolicella à nord, le Soave à l'est, et les vins de la Terra dei Forti dans la zone de Valdadige.

## Communes principales
Une liste des municipalités de la province de Vérone avec une population de plus de 15 000 habitants :
| No. | Ville de              | Population (hab) | Surface (km²) | Densité (hab/km²) | Altitude (Niveau de la mer) |
| --- | --------------------- | ---------------- | ------------- | ----------------- | --------------------------- |
| 1°  | Vérone                | 265 088          | 206,64        | 1282,8            | 59                          |
| 2°  | Villafranca di Verona | 32 766           | 57,43         | 570,5             | 54                          |
| 3°  | Legnago               | 25 527           | 79,66         | 320,4             | 16                          |
| 4°  | San Giovanni Lupatoto | 23 747           | 18,94         | 1253,8            | 42                          |
| 5°  | San Bonifacio         | 20 189           | 33,90         | 595,5             | 31                          |
| 6°  | Bussolengo            | 19 575           | 24,28         | 806,2             | 127                         |
| 7°  | Negrar                | 17 208           | 40,52         | 424,7             | 190                         |
| 8°  | Sona                  | 16 928           | 41,14         | 411,5             | 169                         |
| 9°  | Cerea                 | 16 256           | 70,41         | 230,9             | 18                          |
| 10° | Pescantina            | 15 981           | 19,66         | 812,9             | 80                          |
| 11° | Bovolone              | 15 716           | 41,41         | 379,5             | 24                          |

D'autres municipalités de la province de Vérone, avec plus de 10 000 habitants triées par nombre d'habitants :
| No. | Ville de                      | Population (hab) | Surface (km²) | Densité (hab/km²) | Altitude (Niveau de la mer) |
| --- | ----------------------------- | ---------------- | ------------- | ----------------- | --------------------------- |
| 12° | Sommacampagna                 | 14 663           | 40,91         | 358,4             | 121                         |
| 13° | Zevio                         | 14 247           | 55,02         | 258,9             | 31                          |
| 14° | Valeggio sul Mincio           | 14 127           | 63,98         | 220,8             | 88                          |
| 15° | San Martino Buon Albergo      | 13 948           | 35,30         | 395,1             | 45                          |
| 16° | San Pietro in Cariano         | 13 071           | 20,25         | 645,5             | 151                         |
| 17° | Castelnuovo del Garda         | 12 315           | 34,68         | 355,1             | 130                         |
| 18° | Castel d'Azzano               | 11 629           | 9,70          | 1.198,9           | 9                           |
| 19° | Isola della Scala             | 11 503           | 69,89         | 164,6             | 31                          |
| 20° | Sant'Ambrogio di Valpolicella | 11 521           | 23,50         | 490,3             | 174                         |
| 21° | Grezzana                      | 10 884           | 52,01         | 209,3             | 169                         |